# Seikan-Tunnel
Der Seikan-Tunnel (jap. 青函トンネル, Seikan tonneru) ist ein 53,85 km langer Eisenbahntunnel in Japan. Unter der Tsugaru-Straße hindurch verbindet er die Hauptinsel Honshū mit der nördlich davon gelegenen Insel Hokkaidō. Der unter dem Meer liegende Teil des Tunnels erreicht eine Länge von 23,3 km. Die Bezeichnung Seikan ist nicht von einem geographischen Objekt abgeleitet, sondern von der sinojapanischen Lesung des jeweils ersten Kanji-Schriftzeichens für Aomori (青森) und Hakodate (函館), den nächstgelegenen Großstädten auf Honshū und Hokkaidō.
Nach der seit 2010 entsprechend ausgebauten Linie 3 der chinesischen Guangzhou Metro, dem 2016 fertiggestellten Gotthard-Basistunnel in der Schweiz, der 2012 entsprechend ausgebauten Linie 10 der U-Bahn Peking und der 2020 ausgebauten Linie 6 der U-Bahn Chengdu, ist der Seikan-Tunnel zurzeit (Stand: Dezember 2023) der fünftlängste Eisenbahntunnel der Erde; nach dem Eurotunnel zwischen Frankreich und Großbritannien ist er der längste Unterwassertunnel der Erde. Zum Zeitpunkt seiner Eröffnung am 13. März 1988 stand er weltweit jeweils an der Spitze. Planungen reichen bis ins Jahr 1946 zurück, die Bauarbeiten begannen 1964 und dauerten beinahe 24 Jahre. Die Baukosten betrugen 700 Milliarden Yen, was dem Dreieinhalbfachen der ursprünglichen Schätzungen entspricht. Zunächst waren ausschließlich Gleise in Kapspur (1067 mm) verlegt und der Tunnel ist seither Bestandteil der Kaikyō-Linie. Seit 2016 ermöglichen Dreischienengleise auch die Nutzung durch normalspurige Hochgeschwindigkeitszüge der Hokkaidō-Shinkansen.

## Lage, Verlauf und Geologie

Tunnelführung im Längsschnitt (Darstellung überhöht)

Das Südportal befindet sich im Norden der Hauptinsel Honshū in der Präfektur Aomori, etwa einen halben Kilometer südwestlich des zur Gemeinde Imabetsu gehörenden Ortes Hamana. Der Seikan-Tunnel verläuft zunächst nordwestwärts und passiert dabei mehrere Ortschaften der Gemeinde Sotogahama. Kurz vor Kap Tappi, der Nordspitze der Tsugaru-Halbinsel, wendet er sich nach Norden und erreicht die Tsugaru-Straße. Diese Meerenge läge zwar theoretisch vollständig innerhalb der Zwölf-Meilen-Zone, die japanischen Territorialgewässer sind aber in diesem Bereich vertraglich auf drei Seemeilen begrenzt. Somit liegt ein zwölf Kilometer langer Tunnelabschnitt unterhalb internationaler Gewässer. Der Tunnel selbst gilt als japanisches Territorium.
Nach etwa einem Viertel der Breite der Meerenge macht der Tunnel eine leichte Biegung nach Nordnordwesten. Ungefähr in der Mitte erreicht er seine tiefste Stelle, 100 m unter dem Meeresgrund und 240 m unter dem Meeresspiegel. Bei Yoshioka, einer zur Gemeinde Fukushima in der Unterpräfektur Oshima gehörenden Ortschaft, trifft der Tunnel auf den südlichsten Zipfel Hokkaidōs. In einer Kurve mit weitem Radius wendet er sich allmählich nach Nordosten und unterquert dabei das Hügelland der Oshima-Halbinsel. Das Nordportal befindet sich etwa sechs Kilometer westlich des Städtchens Shiriuchi.
Beide Landzungen am nördlichen Ende Honshūs, die Tsugaru-Halbinsel und die Shimokita-Halbinsel, sind etwa gleich weit von Hokkaidō entfernt. Allerdings schied eine Streckenführung über die Shimokita-Halbinsel aus zwei Gründen aus: Erstens liegt der Meeresgrund dort rund 60 Meter tiefer, zweitens sind die geologischen Verhältnisse ungünstiger. Der untermeerische Tunnelabschnitt führt durch Eruptivgesteine, pyroklastische Ablagerungen und Sedimentgesteine aus dem Neogen. Das Gebiet ist zu beinahe senkrechten Synklinalen gefaltet, sodass das jüngste Gestein in der Mitte der Meerenge zu finden ist. Auf der Seite von Honshū herrschen Andesit und Basalt vor, auf der Seite von Hokkaidō vor allem Tuff und Mudstone. Der mittlere Teil setzt sich aus den so genannten Kuromatsunai-Strata zusammen (sandartiger Mudstone). Magmatische Intrusionen zerdrückten den Fels, was die Tunnelbauarbeiten erschwerte.

## Merkmale des Tunnels
Nach seiner Eröffnung war der Seikan-Tunnel für mehrere Jahre sowohl der längste Verkehrstunnel der Erde als auch jener mit dem längsten untermeerischen Tunnelabschnitt. Beide Rekorde hat er inzwischen an andere Bauwerke verloren, sodass er nun in beiden Kategorien an zweiter Stelle steht. Der 1994 eröffnete Eurotunnel unter dem Ärmelkanal zwischen Coquelles im Norden Frankreichs und Folkestone im Südosten Großbritanniens ist zwar über drei Kilometer kürzer, besitzt aber einen 14 km längeren untermeerischen Abschnitt. Seit 2010 hat die Linie 3 der chinesischen Guangzhou Metro mit ihrem 60.400 m langen Hauptabschnitt den längsten Verkehrstunnel der Erde. (Stand: Mai 2020).
Der Seikan-Tunnel bildet den zentralen Teil der 87,8 km langen Kaikyō-Linie der Bahngesellschaft JR Hokkaidō, die von Naka-Oguni in der Präfektur Aomori nach Kikonai auf Hokkaidō führt und dabei die Großstädte Aomori und Hakodate miteinander verbindet. Ihr besonderes Merkmal ist die Verwendung von Dreischienengleisen, sodass sowohl Güterzüge auf Kapspur (1067 mm) als auch Hochgeschwindigkeitszüge auf Normalspur (1435 mm) verkehren können. Die Höchstgeschwindigkeit im Tunnel beträgt 140 km/h, für kapspurige Züge 110 km/h. Von Anfang an wurde der Tunnel nach den Spezifikationen für Shinkansen-Strecken errichtet. Er ist im Querschnitt 9,7 m breit und 7,85 m hoch. Die auf Fester Fahrbahn verlegten Gleise besitzen eine maximale Neigung von 12 ‰ und einen minimalen Kurvenradius von 6500 m. Wie die Anschlussstrecken ist der Tunnel mit Führerstandssignalisierung (Automatic Train Control) ausgerüstet und mit 25 kV 50 Hz Wechselspannung elektrifiziert.

## Sicherheit und Technik

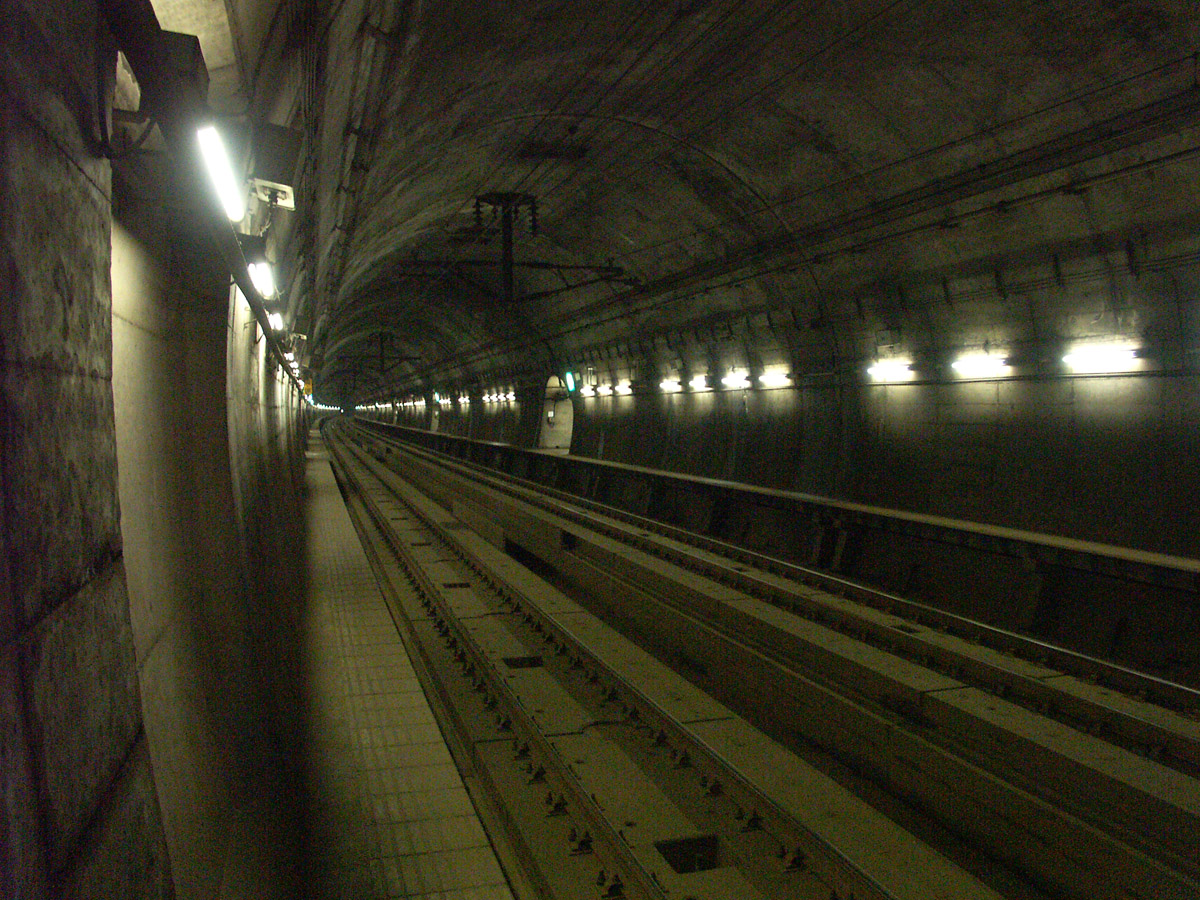
Notfallbahnhof Yoshioka-Kaitei

Alle 600 bis 1000 m ist der Haupttunnel durch Querschläge mit dem Servicetunnel verbunden, der von Wartungs- und Rettungsfahrzeugen befahren werden kann. Er besitzt zwei Notfallbahnhöfe mit Bahnsteigen von 480 m Länge. Querschläge alle 40 m führen zum Servicetunnel, von wo aus die Fahrgäste über einen Sammelraum zu einem Feuerschutzraum mit Platz für 500 Personen gelangen können. Bis 2013 wurden die Notfallbahnhöfe auch fahrplanmässig bedient und waren mit Personal besetzt. Unterhalb von Kap Tappi an der Nordspitze der Tsugaru-Halbinsel liegt der Bahnhof Tappi-Kaitei, der durch die Standseilbahn Seikan Tunnel Tappi Shakō Line mit der Oberfläche verbunden ist. Der Bahnhof Yoshioka-Kaitei vor der Küste Hokkaidōs ist der tiefstgelegene unterirdische Bahnhof der Welt.
Die Lüftungsanlage kann in einem Ereignisfall so umgeschaltet werden, dass die Fluchtwege rauch- und gasfrei bleiben. Frischluft wird im Normalbetrieb über Schrägschächte in den Pilotstollen geblasen und gelangt von dort via Haupttunnel nach draußen. Hingegen wird bei einem Brand die Frischluft zwischen Schrägschacht und Servicetunnel in die Fluchtstollen und von dort in den Haupttunnel umgeleitet, woraufhin die Abluft durch einen separaten Stollen entweichen kann. An beiden Ufern steht ein Unterwerk, das den Tunnel mit elektrischer Energie versorgt. Die Überwachung und Steuerung aller bahn- und sicherheitstechnischen Systeme erfolgt von einem Steuerzentrum in Hakodate aus. Zwischen den Gleisen verläuft ein Inspektionskanal, in dem ein profilfreies Spezialfahrzeug verkehrt und die Schienen prüft. Sensoren überwachen die Erdbebentätigkeit und wegen des hohen Wasserdrucks auch die Gewölbestruktur automatisch. Die tägliche Menge des eindringenden Sickerwassers beträgt 35.000 m³ und wird von sechs Pumpenanlagen laufend an die Oberfläche gepumpt. Sollten die Pumpen ausfallen, reicht die Auffangkapazität der Entwässerungsstollen für drei Tage.

## Geschichte

### Planung und Vermessung

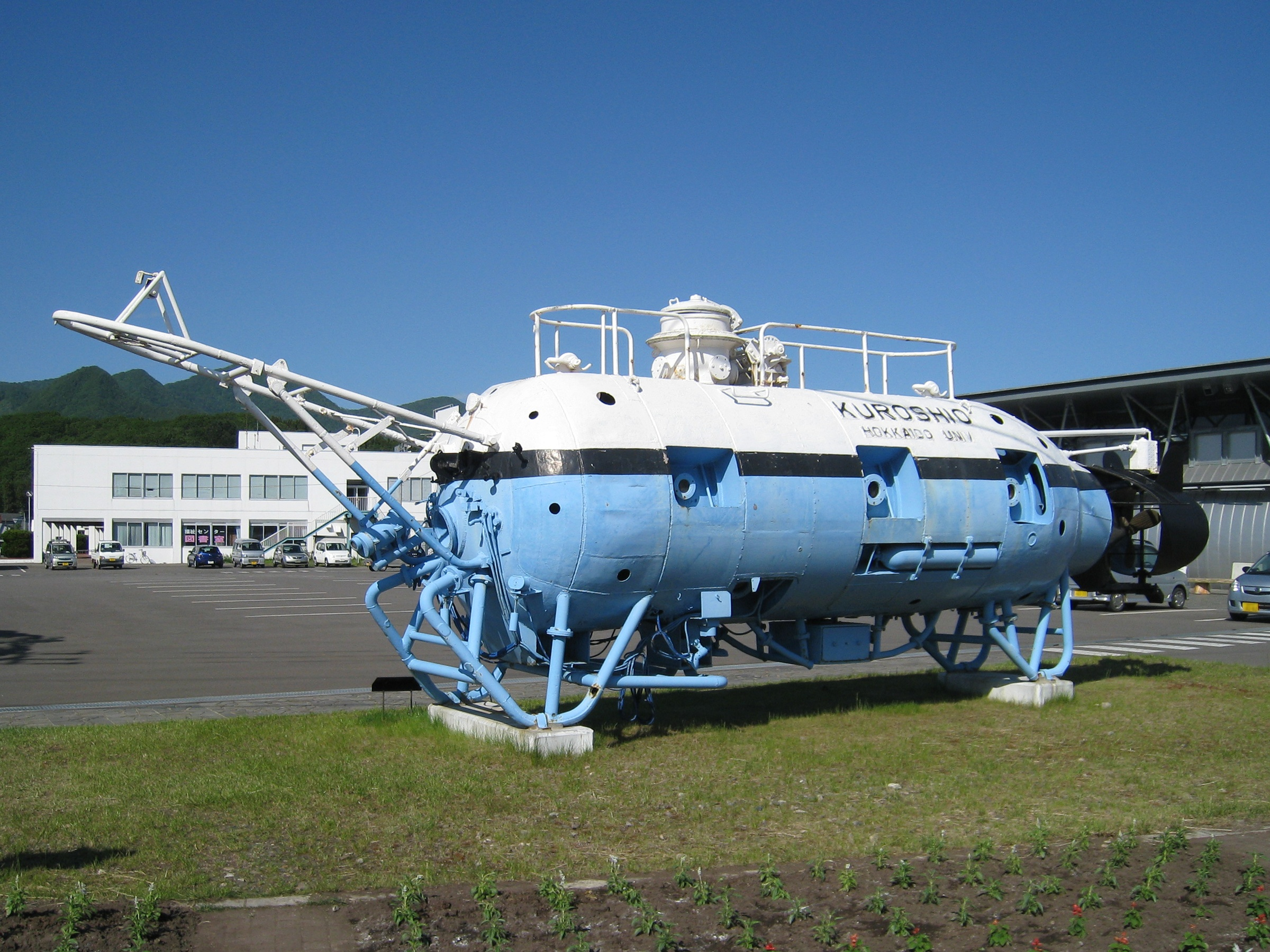
U-Boot Kuroshio II

Seit der späten Taishō-Zeit gab es Überlegungen, die vier größten Inseln Japans miteinander zu verbinden. Auch die damaligen japanischen Kolonien Korea und Mandschukuo im Nordosten Chinas sollten durch Tunnel angebunden werden. 1942 erfolgte die Eröffnung der kürzesten Verbindung, des Kammon-Tunnels zwischen der Hauptinsel Honshū und Kyūshū. Ein erstes konkretes Konzept für einen Tunnel zwischen Honshū und der nördlich davon gelegenen Insel Hokkaidō wurde 1939 vorgestellt. Damals dauerte eine Überfahrt mit der Seikan-Fähre von Aomori über die Tsugaru-Straße nach Hakodate mehr als vier Stunden, außerdem war der Fährverkehr im Durchschnitt an rund 80 Tagen im Jahr wegen schlechten Wetters nicht möglich. Nur wenige Monate nach dem Ende des Zweiten Weltkriegs begannen im April 1946 erste geologische Untersuchungen an Land, ab 1953 nahmen Geologen von einem Fischerboot aus Untersuchungen des Meeresgrunds vor.
Waren die Bemühungen zuvor ziemlich bescheiden gewesen, so änderte sich dies mit einer Katastrophe am 26. September 1954. Die Tōya Maru, eine Eisenbahnfähre der Japanischen Staatsbahn, kenterte wegen des Taifuns Marie vor Hakodate, wobei 1153 Menschen starben. Im selben Wirbelsturm sanken vier weitere Fährschiffe, dadurch betrug die Anzahl der Todesopfer insgesamt 1430. Infolge dieses Unglücks intensivierte die Staatsbahn die Planungen. Im März 1961 begannen vorbereitende Arbeiten an Land und das Tiefsee-U-Boot Kuroshio II erforschte gründlich den Meeresgrund. Auf der Grundlage dieser Untersuchungen entschieden sich die Planer für die westliche Variante über die Tsugaru-Halbinsel, während sie die anfänglich bevorzugte östliche Variante über die Shimokita-Halbinsel fallen ließen.

### Bauarbeiten
Einen Monat nachdem die neu gegründete öffentlich-rechtliche Japanische Eisenbahn-Baugesellschaft am 23. März 1964 die Projektleitung übernommen hatte, erfolgte am 22. April der Spatenstich für den Pilotstollen an dessen nördlichem Ende. Aufgrund zahlreicher Verzögerungen beim Bau der Zugänge begann der Vortrieb des südlichen Pilotstollens erst am 13. Juli 1970. Schließlich wurde am 28. September 1971 von beiden Seiten her der Vortrieb des Haupttunnels in Angriff genommen. Die Bauherrin unterteilte die Hauptröhre des Seikan-Tunnels in neun Baulose, für deren Verwirklichung insgesamt 17 Privatunternehmen zuständig waren. Vier Baulose lagen unter Honshū und drei unter Hokkaidō. Die zwei restlichen und zugleich längsten lagen unter dem Meeresgrund der Tsugaru-Straße.
| Baulos    | Region   | Lage        | Länge     | Vertragsfirma                |
| --------- | -------- | ----------- | --------- | ---------------------------- |
| Hamana    | Honshū   | Festland    | 01,470 km | Fujita                       |
| Masukawa  | Honshū   | Festland    | 00,438 km | Zentaka                      |
| San’yōshi | Honshū   | Festland    | 05,492 km | Tobishima, Sumitomo Mitsui   |
| Horonai   | Honshū   | Festland    | 03,500 km | Sato Kogyo                   |
| Ryōhi     | Honshū   | Meeresgrund | 13,000 km | Kajima, Kumagai-gumi, Tekken |
| Yoshioka  | Hokkaidō | Meeresgrund | 14,700 km | Taisei, Hazama, Maeda        |
| Shirofu   | Hokkaidō | Festland    | 03,900 km | Okumura, Penta-Ocean         |
| Mitake    | Hokkaidō | Festland    | 06,400 km | Ōbayashi-gumi, Shimizu       |
| Senken    | Hokkaidō | Festland    | 04,950 km | Nishimatsu, Asunaro Aoki     |

Aufbau des Tunnelsystems:
(1) Haupttunnel
(2) Servicetunnel
(3) Pilotstollen
(4) Querschläge alle 600 bis 1000 m

Die Japanische Eisenbahn-Baugesellschaft rechnete damit, den Tunnel nach einem Jahrzehnt Bauzeit in Betrieb nehmen zu können. Häufig auftretende Wassereinbrüche, die dazu noch bedeutend heftiger waren als ursprünglich angenommen, führten zu zeitraubenden Verzögerungen. Unter der Tsugaru-Straße war zu Beginn eine Tunnelbohrmaschine eingesetzt worden. Diese musste nach weniger als zwei Kilometern Vortrieb entfernt werden, da sie in einer weichen Gesteinsschicht steckengeblieben war und unter ihrem Eigengewicht abzusinken drohte. Deshalb entschieden sich die Ingenieure, stattdessen die bewährte Neue Österreichische Tunnelbaumethode anzuwenden. Dabei erfolgte der Vortrieb durch Sprengen, Bohren oder Fräsen, während die entstehende Tunnelröhre mit Einspritzungen einer Mischung aus Beton und Wasserglas gesichert werden musste. Am 4. Oktober 1978 waren alle Tunnelabschnitte auf Hokkaidō durchbohrt, am 3. Juli 1981 auch jene auf Honshū. Premierminister Yasuhiro Nakasone zündete am 27. Januar 1983 per Fernsteuerung von seinem Amtszimmer in Tokio aus die letzte Sprengladung des Pilotstollens; die Live-Fernsehübertragung dieses Ereignisses dauerte mehrere Stunden. Der Durchstich des Haupttunnels gelang am 10. März 1985.

### Inbetriebnahme

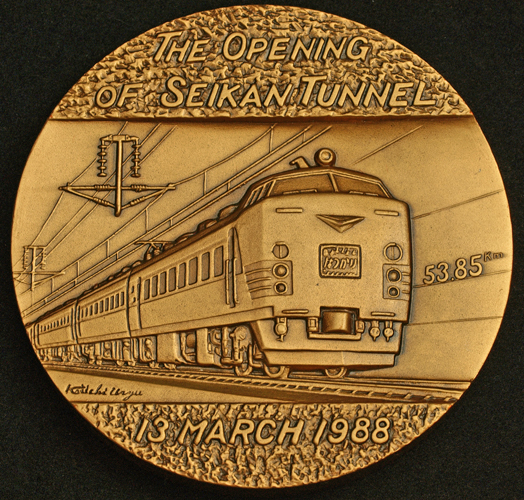
Erinnerungsmedaille zur Eröffnung des Tunnels

Der Seikan-Tunnel ging am 13. März 1988 in Betrieb. Bis zum Durchstich drei Jahre zuvor hatten 34 Arbeiter bei Unfällen ihr Leben verloren, über 700 weitere wurden verletzt. Die Baukosten betrugen letztlich mehr als 700 Milliarden Yen (ca. 4,3 Milliarden Euro) statt wie ursprünglich angenommen 200 Milliarden. Während des Tunnelbaus hatte es wiederholt Zweifel an der Notwendigkeit des Projekts gegeben, da die 1971 erstellte Prognose sich als zu optimistisch erwies. Sie ging von einer stetigen Zunahme des Verkehrsvolumens aus, bis sie 1985 ihren Höhepunkt erreichen und danach auf diesem Niveau verbleiben würde. Tatsächlich war der Höhepunkt bereits 1978 erreicht und das Verkehrsvolumen begann daraufhin zu sinken. Zurückzuführen war dies einerseits auf das geringere Wirtschaftswachstum nach der ersten Ölkrise von 1973, andererseits auf Fortschritte beim Luftverkehr und bei der Frachtschifffahrt.
Zum Zeitpunkt der Tunneleröffnung rechnete man nur noch mit zwei Millionen Fahrgästen und dreieinhalb Millionen Tonnen Fracht jährlich, etwa ein Fünftel der ursprünglichen Schätzung. Damals besaß der Luftverkehr zwischen den Metropolen Tokio und Sapporo bereits einen Marktanteil von 90 %. Eine Bahnfahrt auf der Gesamtstrecke war weder zeitlich noch preislich konkurrenzfähig. Während man mit dem Zug weiterhin neun Stunden benötigte, war die Reise per Flugzeug inkl. Transfer von und zu den Flughäfen in dreieinhalb Stunden machbar. Deregulierung und Konkurrenz im japanischen Inlandflugverkehr führten zu tieferen Flugpreisen, was die Bahnfahrt vergleichsweise teuer machte.
Ein weiteres Problem war, dass der Seikan-Tunnel nicht von Shinkansen-Zügen befahren werden konnte, da er noch nicht ans Normalspur-Hochgeschwindigkeitsnetz angebunden war. Die Staatsbahn hatte einen riesigen Schuldenberg angehäuft, sodass sich die Fertigstellung der Schnellfahrstrecke Tōhoku-Shinkansen massiv verzögerte (erst 2010 erreichte sie ihren nördlichen Endpunkt Aomori). Es waren auch Zwischennutzungen diskutiert worden, u. a. als Munitionsdepot oder Touristenattraktion. Als Folge der Staatsbahnprivatisierung im Jahr 1987 war die neu geschaffene Bahngesellschaft JR Hokkaidō für den Personenverkehr zuständig, während JR Freight den Güterverkehr übernahm. Im Jahr 2007 nutzten täglich 68 Züge den Tunnel; davon waren 42 Güterzüge (Container-Ganzzüge) und 26 Reisezüge (Regionalverkehr, Schnellzüge, Schlafwagenzüge).

### Anschluss ans Shinkansen-Netz
Im April 2005 begannen die Bauarbeiten an der ersten Etappe der Schnellfahrstrecke Hokkaidō-Shinkansen von Shin-Aomori nach Shin-Hakodate-Hokuto, die den Seikan-Tunnel und fast die gesamte Kaikyō-Linie mitbenutzt. Der Tunnel war von Anfang an mit dem Lichtraumprofil der Shinkansen-Strecken geplant und errichtet worden, um später größere Umbauten zu vermeiden. Am 14. März 2014 wurden die Tunnelbahnhöfe Tappi-Kaitei und Yoshioka-Kaitei stillgelegt, um den Tunnel für die zukünftige Nutzung durch Hochgeschwindigkeitszüge einrichten zu können; seither dienen sie lediglich als Notausstiege.
Ursprünglich waren im Tunnel nur Gleise mit der in Japan üblichen Kapspur von 1067 mm verlegt, jedoch war die feste Fahrbahn breit genug, um Dreischienengleise für normalspurige Shinkansen-Züge einbauen zu können. Ebenso wurden die elektrische Spannung der Fahrleitungen von 20 auf 25 kV erhöht und die Signalsysteme modernisiert. Die erste Shinkansen-Testfahrt fand am 7. Dezember 2014 statt; diese Fahrten konnten nur während kurzer Zeitfenster in der Nacht durchgeführt werden, um den übrigen Verkehr nicht zu behindern. JR Hokkaidō nahm den Shinkansen-Betrieb am 26. März 2016 auf; vier Tage zuvor waren die verbliebenen Regional- und Schlafwagenzüge auf der Kaikyō-Linie eingestellt worden. Die Hokkaidō-Shinkansen soll 2031 Sapporo erreichen.
Eine 2005 veröffentlichte Studie über den Unterhalt des untermeerischen Abschnitts kam zum Schluss, dass „die Struktur des Tunnels weiterhin in gutem Zustand“ sei. Die Menge des Sickerwassers habe sich mit der Zeit verringert, nehme aber jeweils unmittelbar nach einem starken Erdbeben zu. Die Zeitung Asahi Shimbun berichtete im März 2018 aus Anlass des 30-jährigen Betriebsjubiläums, JR Hokkaidō habe seit dem Fiskaljahr 1999 rund 30 Milliarden Yen ausgegeben, um Lecks zu beseitigen, verrostete Röhren zu ersetzen und andere Abnutzungen zu reparieren. Es ist geplant, die Höchstgeschwindigkeit der Shinkansen-Züge zunächst auf 160 km/h und in einem zweiten Schritt auf 200 km/h zu erhöhen. Die gemeinsame Nutzung mit dem Güterverkehr verhindert aber weiterhin, dass sie mit maximaler Geschwindigkeit durch den Tunnel fahren können, da die von ihnen ausgehende Stoßwelle für Güterzüge zu gefährlich wäre. JR Hokkaidō und JR Freight arbeiten deshalb am Train-on-train-Konzept, mit dem kapspurige Güterwagen auf gedeckten normalspurigen Rollwagen durch den Tunnel transportiert werden sollen.